# Vereinigte Accumulatoren- und Elektrizitätswerke Dr. Pflüger & Co.
Die Vereinigten Accumulatoren- und Elektrizitätswerke Dr. Pflüger & Co. waren ein deutsches Unternehmen.

## Unternehmensgeschichte
Das Unternehmen befand sich an der Luisenstraße 45 in Berlin. Es existierte um 1900 bis mindestens 1903.

## Produkte
Ein Produktionszweig waren Batterien. Das Unternehmen präsentierte im März 1903 auf der Deutschen Automobilausstellung in Berlin Zündvorrichtungen oder Zündungsbatterien.
Neben Batterien entstanden unter dem Markennamen Pflüger einige elektrisch betriebene Automobile, die aus Fahrradteilen zusammengesetzt wurden. Die Fahrzeuge wurden mit den Batterien aus eigener Produktion bestückt.